# Staatsstreich in Mauretanien 1978

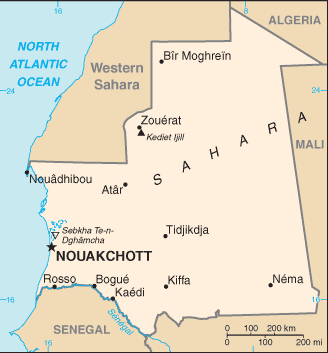
Karte von Mauretanien

Der Militärputsch in Mauretanien 1978 (arabisch انقلاب يوليو 1978, französisch Coup d’État de 1978 en Mauritanie, englisch 1978 Mauritanian coup d’état) ereignete sich in Mauretanien am 10. Juli 1978. Es war ein unblutiger Putsch der Mauretanischen Streitkräfte gegen Präsident Moktar Ould Daddah.
Der Putsch wurde vom Chef d’état-major der Armee, Colonel Mustafa Ould Salek organisiert, welcher eine Gruppe rangniedrigerer Offiziere befehligte. Präsident Moktar Ould Daddah hatte das Land seit der Unabhängigkeit von Frankreich 1960 regiert. Das Hauptmotiv für den Putsch war Daddahs unglückliche Teilnahme am West-Sahara-Krieg (arabisch: حرب الصحراء الغربية‎, französisch: Guerre du Sahara occidental, spanisch: Guerra del Sáhara Occidental; ab 1975) und die daraus folgende Zerrüttung der Wirtschaft Mauretaniens. Nach dem Putsch übernahm Salek die Präsidentschaft einer neugebildeten Militär-Junta, des 20-köpfigen Comité militaire pour le redressement national (CMRN).
Aus der Hauptstadt Nouakchott wurde berichtet, dass weder Schießereien, noch Todesopfer zu vermelden waren.
Nach einer Zeit der Inhaftierung wurde es Ould Daddah erlaubt, ins Exil nach Frankreich zu gehen (August 1979). Am 17. Juli 2001 erhielt er die Erlaubnis, nach Mauretanien zurückzukehren.